# 紫阳书院 (苏州)
紫阳书院，是清代位于苏州的一所著名书院，“紫阳”的名字出自著名理学家的朱熹的别号。当时，官办学校一律以科举考试为教学内容，而紫阳书院坚持主要讲授朱熹理学，辅以有关科举考试的内容。创始人张伯行还聘请崇明县教谕郭正宗、吴江县教谕夏声等人任教，一时汇集江南甚至全国各地的学生。

## 历史
清康熙五十二年（1713年），理学家、江苏巡抚张伯行在府学中创设紫阳书院。清雍正三年（1725年），布政使鄂尔泰出资扩建书院。鄂尔泰对科举深恶痛绝，改宋学为汉学。其后，江苏巡抚多次拨款以促进书院发展。乾隆十三年（1748）苏州知府傅椿重修书院。道光年间，书院根据当时形势设置地理、算术、天文等课程，追随洋务运动“中学为体，西学为同”的口号，但仍没有摆脱儒学。咸丰十年（1860年），太平军攻陷苏州，文庙被烧毁，府学和书院成为废墟。1874年，巡抚张树声耗费巨资在原址重建。

## 荣誉
康熙皇帝赐额“学道还淳”。乾隆皇帝弘历六次南巡，六次驻跸。乾隆十三年（1748年），赐额“白鹿遗规”，并多御诗嘉勉，苏州中学校园内至今仍保存着乾隆御碑墙。乾隆四十六年（1781年），苏州府学的学生钱棨连中三元，为了表示对他的纪念，府学中建立了“三元坊”，现在附近地区仍被称作三元坊。清朝时期的27任山长全部是进士出身，其中彭启丰、石韫玉为状元，邹福保、冯桂芬为榜眼，还有清代诗学家沈德潜、乾嘉名家钱大昕、近代改良家翁心存等著名学者。在名师的指导下，紫阳书院培养出彭启丰、石韫玉、吴钟骏、钱棨、陆润庠等状元，邹福保、王鸣盛等榜眼，成为全国一流的省城书院。